# 캐런 도트리스
캐런 도트리스(영어: Karen Dotrice, 1955년 11월 9일 ~ )는 영국 채널 제도 출신의 배우이다. 디즈니 영화 《메리 포핀스》(1964)에서 제인 역을 맡은 아역이다.

## 출연 작품
- 더 보이즈 - 셔먼 브라더스 스토리 (2009)
- 39 계단 (1978)
- 조셉 앤드류스 (1977)
- 난쟁이 왕국 (1967)
- 토마시나의 세가지 삶 (1964)
- 메리 포핀스 (1964)